# Guðrið Hansdóttir
Guðrið Hansdóttir (ur. 6 października 1980 w Thorshavn na Wyspach Owczych) – farerska wokalistka, kompozytorka i autorka tekstów. Jej piosenki stanowią połączenie muzyki folk i pop-rocka.

## Życiorys i twórczość
Guðrið Hansdóttir wychowała się na Wyspach Owczych. W dzieciństwie zainteresowała się muzyką, słuchając płyt gramofonowych z kolekcji swego ojca. Jej uwagę zwróciły nagrania takich artystów, jak: Kate Bush, Dolly Parton, Jethro Tull i Jimi Hendrix. Jej ojciec był gitarzystą. Gdy miała 14 lat, nauczył ją kilku gitarowych akordów, co zachęciło ją do pisania piosenek.
W maju 2007 roku wydała pod szyldem ojczystej wytwórni Tutl swój debiutancki album, Love Is Dead. Zawierał 10 piosenek, które artystka sama skomponowała oraz napisała testy w języku angielskim. Uczestniczyła również w aranżacji piosenek. W ich rejestracji towarzyszyli jej: Líggjas Olsen (syntezatory, Rhodes, fortepian, organy, wokal wspierający i aranżacje), Jón Klæmint Hofgaard (gitara, aranżacje), Sakaris E. Joensen (gitara basowa, gitara akustyczna, syntezator, wokal wspierający, aranżacje, rejestracja nagrań, produkcja), Andreas Dalsgaard (perkusja, aranżacje), Dennis Ahlgren (tamburyn, miksowanie), Brandur Jacobsen (instrumenty perkusyjne) i Heiðrik á Heygum (wokal wspierający, projekt okładki, zdjęcia). Album, przychylnie przyjęty przez krytykę, w tym samym roku zdobył nagrodę w kategorii Best Female Artist przyznaną przez Planet Awards z Wysp Owczych. Po tym albumie artystka odbyła trasę koncertową po Danii, Norwegii, Islandii i Niemczech.
W 2009 roku wydała we własnym zakresie album The Sky Is Opening, który w jej ojczyźnie był najlepiej sprzedającym się albumem, otrzymując tytuł albumu roku, przyznany przez Planet Awards.
3 czerwca 2011 roku artystka wydała trzeci album, Beyond the Grey, utrzymany w stylu folk, inspirowany kulturą i pogodą jej rodzinnego kraju. W Europie wydała go niemiecka wytwórnia Beste!Unterhaltung. Po jego wydaniu artystka wyjechała na Islandię, by pogłębić swoje wykształcenie muzyczne oraz kontynuować karierę. W październiku tego samego reprezentowała Wyspy Owcze na festiwalu Seattle Sister City Showcase – Reykjavik Calling in Seattle, w którym ponadto wzięła udział reprezentacja Grenlandii. Jej album zajął 9. miejsce na liście 10 najlepszych albumów w Islandii. Wiosną 2012 roku odbyła tournée po Islandii, Niemczech, Szwajcarii i Finlandii. Wystąpiła też w rodzinnym kraju na Festiwalu Letnim, a w październiku – na Nürnberg Pop Festival w Niemczech.
W 2012 roku spotkała w Reykjavíku rodaka, Janusa Rasmussena, który przez kilka lat był członkiem islandzko-farerskiego zespołu Bloodgroup. Oboje odkryli, że mają wspólne zainteresowania, więc zaczęli wspólnie muzykować. Hansdóttir napisała piosenki w języku farerskim, choć większość tekstów do swoich piosenek pisała po angielsku. Razem z Rasmussenem przez kilka miesięcy pracowali nad piosenkami, z których stworzyli nowy album zatytułowany Byrta. Został on wydany w maju 2013 roku przez Tutl, a w Niemczech przez Beste! Unterhaltung. Większość utworów skomponowała i opatrzyła tekstami Hansdóttir, natomiast wykonała je, zaaranżowała i zarejestrowała wspólnie z Rasmussenem jako duet Byrta. Latem 2013 jako zespół Byrta wystąpili na G! Festival na Wyspach Owczych, zdobywając nagrodę w kategorii Best Upcoming Band.
7 stycznia 2014 roku Guðrið Hansdóttir wydała album Taking Ship. Wydawnictwo, zawierające 7 utworów i trwające niespełna 23 minuty, przyniosło melancholijną muzykę osadzoną w skandynawskich klimatach, natomiast od strony tekstowej stanowiło niespodziankę – inspiracji dostarczyła Buch der Lieder Heinricha Heinego. Pięć zaczerpniętych z niej wierszy artystka przetłumaczyła na język angielski: „Mit deinen blauen Augen” – „From Those Blue Eyes”, „Wasserfahrt” – „Taking Ship”, „Du bist wie eine Blume” – „You Blossom Like a Flower” (tę piosenkę zaśpiewała w duecie z Lauri Myllymäki), „Du hast Diamanten und Perlen” – „You Have Diamonds”, „Ich wollte bei dir weilen” – „I Had In Mind To Stay”. W nagraniu albumu wziął udział Janus Rasmussen, który zagrał na instrumentach klawiszowych (obok Ólafura Arnaldsa i Kristjána Hrannara Pálssona) oraz na perkusji.
Ostatni album Guðrið Hansdóttir, Painted Fire, wydany został 23 września 2016 roku. Jest on utrzymany w klimacie muzyki folk i pop, z delikatną domieszką country. Zawiera spokojną, kontemplacyjną muzykę, stworzoną przy pomocy instrumentów elektronicznych lub akustycznych. Inspiracji do kompozycji dostarczyła artystce, według jej słów, przyroda jej rodzinnego miasta.